# 東真紀のアズマキRadio
東真紀のアズマキRadio（あずままきのアズマキレディオ）とは、2004年1月から2008年12月まで中国放送（RCC）で放送されたラジオ番組。

## 概要
放送開始当初は日曜日の10分番組であったが、番組改編により土曜日に移動し30分番組となる。
その後、2004年8月の夜を中心とした番組改編により、『秘密の音園 ラ・ラ・ランキング』が放送枠移動したことでブランクとなった金曜日にrcc/musicの番組のひとつとして組み込まれた。
2007年春の番組改編でrcc/musicの放送枠が消滅することに伴い、放送時間が毎週月曜23:00～23:30に変更して放送。

## パーソナリティー
東真紀

## 放送時間の変遷
- 2004年1月～2004年3月　毎週（日）21:20～21:30
- 2004年4月～2004年7月　毎週（土）21:30～22:00
- 2004年8月～2007年3月　毎週（金）24:00～24:30　※rcc/musicに編入
- 2007年4月～2008年12月　毎週（月）23:00～23:30